# Jean Adhémar
Pour les articles homonymes, voir Adhémar.
Jean Adhémar, né le 18 mars 1908 à Paris et mort dans cette même ville le 30 juin 1987, est un conservateur, universitaire et historien de l'art français.
Il a été conservateur au cabinet des estampes de la Bibliothèque nationale de 1932 à 1961, duquel il est devenu directeur en 1961 et jusqu'en 1977. Il a été professeur à l'École du Louvre et à l'Université libre de Bruxelles, et a aussi été rédacteur en chef de la Gazette des beaux-arts et des Nouvelles de l'estampe, revue qu'il a fondée en 1963.

## Biographie
Né dans une famille de juristes le 18 mars 1908 à Paris,, Jean Adhémar entre à l'École nationale des chartes en 1928, où il suit notamment les cours de Marcel Aubert. Il en sort en 1932 avec le diplôme d'archiviste paléographe grâce à une thèse intitulée « L'antiquité classique dans l'art du Moyen Âge français » et poursuit ses recherches, sous la direction d'Henri Focillon pour obtenir le grade de docteur ès-lettres de la Sorbonne. Il est un des premiers chercheurs français, avec Jean Seznec et André Chastel, à fréquenter le Warburg Institute de Londres, où il publie sa thèse (Influences antiques dans l'art du Moyen-Âge français : recherches sur les sources et les thèmes d'inspiration, Londres : The Warburg Institute, 1937).
Il est recruté comme assistant, dès 1932, par Julien Cain au cabinet des estampes de la Bibliothèque nationale, où il est chargé de l'inventaire des graveurs français du XVIe siècle. Il devient un des meilleurs spécialistes français de l'estampe, toutes époques confondues ; il est l'auteur d'un grand nombre de catalogues raisonnés et d'études, avec un intérêt particulier pour le XIXe siècle.
Jean Adhémar dirige le Cabinet des estampes de 1961 à 1977 : il contribue à enrichir le fonds photographique - y compris par des commandes à des artistes vivants - et lui donne son nom actuel de « département des Estampes et de la Photographie » en 1974.
Scientifique de renom, il a dispensé son enseignement en deux lieux principaux : l'École du Louvre et l'université libre de Bruxelles, où il fut professeur pendant plus de vingt-cinq ans. Il enseigne également à l'université Harvard après l'année 1945.
Il échoue à être élu membre de l'Académie des beaux-arts en 1975 au fauteuil de Louis Hautecœur (Pierre Dehaye possédant le soutien du président de la République Valéry Giscard d'Estaing, qui n'hésite pas à écrire aux académiciens[réf. souhaitée]) et renonce à se présenter peu après au fauteuil de Julien Cain alors que l'élection lui semblait acquise.
Il a été nommé commandeur de l'ordre de la Légion d'honneur, commandeur de l'ordre national du Mérite, commandeur des Palmes académiques et officier de l'ordre de Léopold.
Jean Adhémar est mort le 30 juin 1987,.

## Distinctions
- Commandeur de la Légion d'honneur
- Commandeur de l'ordre national du Mérite
- Commandeur de l'ordre des Palmes académiques
- Officier de l'Ordre de Léopold

## Travaux
Jean Adhémar est l'auteur d'études neuves sur les arts visuels : ayant fréquenté la bibliothèque Warburg de Londres dans sa jeunesse, il contribue à acclimater en France les idées et méthodes de Erwin Panofsky, Meyer Schapiro ou Edgar Wind, et introduit ses analyses dans les recherches plus vastes sur une histoire des mentalités qui fait également appel à l'histoire littéraire, économique ou sociale.
Une bibliographie de ses travaux a été publiée à l'occasion de son départ à la retraite.
Attaché à la diffusion du travail des conservateurs du cabinet des estampes, particulièrement auprès du grand public, Jean Adhémar est, au cours de sa carrière, commissaire de plusieurs dizaines d'expositions et publie de nombreux ouvrages de vulgarisation.
Il a également animé deux revues : la Gazette des beaux-arts, en tant que rédacteur en chef (1955-1987), et les Nouvelles de l'estampe, revue qu'il a fondée en 1963. En 1964, il fonde la revue de photographie Terre d'images, témoin de l'intérêt apporté par le département des Estampes pour la photographie ancienne et contemporaine.
De 1978 à 1981, il fut président de la société Le Vieux Papier.

## Principales publications
- Influences antiques dans l'art du Moyen Âge français : recherches sur les sources et les thèmes d'inspiration, « Studies of the Warburg Institute 7 », London: Warburg Institute, 1939
- Lithographies de paysages en France à l'époque romantique, dans Revue de l'art français ancien et moderne, 1935-1937, tome 19, p. 189-364 (lire en ligne)
- La gravure sur cuivre, ouvrage enrichi de six gravures originales par Robert Cami, René Cottet, Albert Decaris, Robert Jeannisson, Kiyoshi Hasegawa et Paul Lemagny, 320 exemplaires numérotés, Éditions Jacques Petit, Angers, 1945
- (avec J. Seznec) Denis Diderot, Salons, 4 vol., Oxford: Clarendon Press, 1957-1966
- La gravure originale au XVIIIe siècle, Paris: A. Somogy, 1963. Éd. anglaise : Graphic Art of the 18th Century, New York: McGraw-Hill, 1964
- Toulouse-Lautrec: lithographies, pointes sèches, œuvre complet, Paris: Arts et métiers graphiques, 1965. Éd. anglaise : Toulouse-Lautrec: His Complete Lithographs and Drypoints, New York: H. N. Abrams, 1965
- Gravure originale au XXe siècle, Paris: A. Somogy, 1967. Éd. anglaise : Twentieth-century Graphics, New York: Praeger,1971
- Imagerie populaire française, Milan: Electa, 1968
- Chronologie impressionniste: 1863-1905, Paris: Éd. de la Réunion des Musées Nationaux, 1981
- « In Praise of Lithography », Lithography: 200 Years of Art, History & Technique, New York: H. N. Abrams, 1983.

## Vie privée
Jean Adhémar est marié à Hélène Adhémar (née Devallée), spécialiste de la peinture française au XVIIIe siècle et de l'Impressionnisme, conservatrice au musée du Louvre puis aux musées du Jeu de Paume et de l'Orangerie.